# Ленинград (повесть)
«Ленинград. Повесть» — художественное произведение Игоря Вишневецкого, опубликованное в журнале «Новый мир» в 2010 году и отдельным изданием в 2012 году. Расширенное издание вышло в составе сборника прозы Вишневецкого «Неизбирательное сродство» (Москва: «Э», 2018). Несмотря на авторское определение жанра как повести, некоторые критики (например, Илья Кукулин) предлагают считать «Ленинград» «повествовательным поэтическим произведением», в котором «прозаические фрагменты перемежаются с длинными пассажами в стихах». Повесть вызвала яростные споры, получила премию журнала «Новый мир» за лучшую прозу, премию Новая словесность и способствовала возобновлению пристального интереса к теме Блокады Ленинграда.

## Вопрос о жанре
По словам автора, в «Ленинграде» прозаическое и стихотворное смешаны с исследовательским — аналитическим и документальным, хотя подлинных документов в тексте процитировано не очень много: указания на погоду в осаждённом Ленинграде, расписание движения ленинградских трамваев, рационы питания, статистика смертей, нацистская пропаганда, а также выдержки из православного богослужения, из военных сводок Совинформбюро, из письма Кубаткина Берии о людоедстве. Кроме того, в повести иносказательно изложена история появления в осаждённом городе некого «князя Василия Багратиона-Мухранского» (скорее всего провокатора). Значительная часть текста представляет собой стилизованные дневники и литературное творчество персонажей, выговоренное «голосами людей начала сороковых годов XX века» (Ольга Балла) и лишь по видимости «документальное».

## Сюжет
Действие разворачивается с начала сентября 1941 (вторая запись в дневнике главного героя и первая датированная — 9 сентября 1941) по конец апреля 1942 года (в последней дневниковой записи героя сказано: «Апрель месяц. Числа и года не было. Время остановилось»). Принцип повествования — хронологический. «Ленинград» состоит из трёх частей «Осень», «Зима», «Лето» и девяти глав.
Главный герой, научный сотрудник Института истории искусств и второстепенный композитор Глеб Альфа (Альфани) освобождён как «ценный кадр» от призыва в действующую армию и заводит перед началом осады роман с Верой, женой призванного в качестве переводчика-радиоперехватчика в Балтийский флот художника Георгия Беклемишева. Вера беременна (от Глеба) и как жена офицера получает возможность переправится на пике страшной блокадной зимы 1941—1942 годов на «большую землю» через Ладожское озеро. Накануне отъезда она отправляется на чёрный рынок, чтобы обменять часть имущества на продукты, и исчезает.
В это время Глеб тяжело болен, а Георгий контужен, и Глеб приходит на квартиру Беклемишевых уже после исчезновения Веры. Накануне болезни Глеб сочиняет религиозную арию «в итальянском стиле» для контратенора и трёх струнных, на трёхъязычный литургический текст «Пришедше на запад солнца», которая, как он надеется, спасёт и его и всех, кто ему близок, но искусство, как выясняется, не обладает абсолютной спасающей силой.
Параллельная сюжетная линия связана с лингвистом Фёдором Святополк-Четвертинским и его женой Евдокией. Святополк-Четвертинский пытается рационализовать окружающий его ужас войны и тотального истребления через индо-европейские реконструкции «первоначальных смыслов», намеренно искажённые и пародийные. Вишневецкий признавал, что в некоторых идеях Четвертинского своеобразно преломились взгляды В. Н. Топорова, а также то, что соавтор Топорова Вяч. Вс. Иванов указывал ему на «ошибочность» многих «реконструкций» в «Ленинграде», впрочем, вполне умышленную .
Четвертинский рассказывает своей жене, что видел возле Таврического сада отрезанную голову женщины, поразительно похожую на голову Веры Беклемишевой; вскоре его жена умирает от голода, и к Четвертинскому — не то в бреду, не то наяву — приходит бывший студент Ираклий Туманов (основанный на «Василии Мухранском»), призывающий его присоединиться к «национальной революции»: нечто, поразительно напоминающее явление чёрта Ивану Карамазову.
Завершается повесть помрачением сознания Глеба накануне избавления от ужаса зимы 1941—1942 годов, вызывающим в памяти финал «Записок сумасшедшего» Гоголя.

## Награды
- Премия журнала «Новый мир» за лучшую прозу 2010 года[7]
- Премия «НОС (Новая словесность)» за 2011 год[8]

## Отзывы и критика
«Ленинград» был дебютной публикацией Игоря Вишневецкого в «Новом мире», нарушавшей представления о жанре и содержании публикуемого в толстых литературных журналах. С самого начала повесть вызвала поляризацию в литературных и в окололитературных кругах и была встречена многими критиками с недоброжелательностью. При этом текст «Ленинграда» особенного значения в обсуждении сперва не играл.
Виктор Топоров (не путать с академиком В. Н. Топоровым, одним из прообразов Фёдора Четвертинского в «Ленинграде») завершал подробный пересказ повести никак не связанным с ним выводом: «Можно сказать <…>, что полное пошлой красивости — и хотя бы только поэтому кощунственное — подражание Пильняку, подражавшего, в свою очередь, Дос Пассосу, пробралось на страницы российского „журнала номер один“ контрабандой. Но, с другой стороны, вся отечественная контрабанда, по не утратившему актуальности слову Остапа Бендера, изготавливается в Одессе, на Малой Арнаутской». В дальнейшем никак не связанная ни с содержанием повести, ни с биографией её автора, но важная для критика тема «большой» и «малой Одессы» получила развитие в его многочисленных сетевых и печатных откликах на «Ленинград», например в связи с присуждением повести премии «НОС». Близкий Виктору Топорову, в том числе склонностью к конспирологии, Вадим Левенталь возмущался, что «одна из крупнейших премий в отечественной литературе, была присуждена живущему в Штатах поэту и филологу Игорю Вишневецкому. Удостоившаяся лауреатства крошечная повесть „Ленинград“ представляет собой постмодернистское произведение, бездарное только во вторую очередь, а в первую — бессовестное. Произведение, в котором концепция, интенция, фишечки и примочечки, фигура автора, наконец, — все это куда важнее собственно материала, которым оказывается не что иное, как блокада Ленинграда».
Позиции априорного неприятия заняли также газета «Ведомости», в лице Майи Кучерской поначалу заявившая: «Рассказать о страшных днях ленинградской блокады так действительно никому ещё не приходило в голову, но сам тип подобного повествования, мягко говоря, не нов. Не будь „Улисс“ Джойса и „Петербург“ Андрея Белого написаны, быть Вишневецкому подлинным триумфатором современной литературы; пока же он просто лауреат премии „Нос“ 2011 года»; а также журнал «Знамя», в лице заведовавшей отделом критики Анны Кузнецовой утверждавший о «Ленинграде»: «Конструкт, который должен был бы продолжить „петербургский текст“, если бы авторский дар не ограничивался умением придумать схему: от романа Андрея Белого „Петербург“ перебросить мост через время и показать, что оно сделало с данным пространством, богатым культурными кодами. Идея замечательная, но лишенный художественности текст оставляет её невоплощённой».
Более концептуальная критика, представленная Кириллом Кобриным, отмечала, что «„Ленинград“ Вишневецкого — не только убийственно мрачный постскриптум к русскому Серебряному веку, к общесимволистскому „Петербургу“; это удивительная историософская вещь о том, как — метафорически выражаясь — отгоревшие угольки большого дореволюционного культурного карнавала, оказавшись в страшной ледяной печи блокады, выходят оттуда советскими алмазами. Сочинение Вишневецкого не о рождении „попутнической идеологии“, не о „сдаче и гибели советского интеллигента“; нет, уцелевший герой этой книги становится в итоге не попутчиком, а именно советским человеком. Петербург превращается в Ленинград»
А Евгения Вежлян разъясняла, что ключ к пониманию повести в её построении: «„Ленинград“ — сложный монтаж голосов: подлинные документы, „фиктивные“ рукописи вымышленных персонажей, повествование от третьего лица, чей фокус, однако, — точка зрения героя, „субъективная камера“. Здесь нет (и это отсутствие значимо) той „нормализующей“, лежащей вовне изображаемого мира точки зрения, которая переводит „переживаемое“ в „изображаемое“, выглаживая тем самым письмо. Более того, автор находит способ обратиться к блокадной теме и вовсе в обход „прецедентного текста“. <…> стратегия Вишневецкого, убирающего миф внутрь монтажа фактов, оказывается более продуктивной. Так — уже на „читательском“ уровне — осуществляется прорыв к блокадной фактичности сквозь анестезию модернистского мифа».
Наконец, Ольга Балла отмечала: «В целом „Ленинград“ написан, продуман, прожит языком настолько близким исторически, что почти нашим — и всё-таки не нашим: воспроизводить такой многократно труднее. В конце концов, автор подключает ещё один речевой регистр и говорит поэтическим языком переходной, сразу-постреволюционной эпохи, ещё полной трагически прерванным Серебряным веком, который уже — утрата и кровоточащая рана».
В отклике на итальянский перевод «Ленинграда» было также указано на особое значение в «Ленинграде» и в дополнении к повести «Незабытый поэт» Арсения Татищева, «которого Вишневецкий выдумал как метонимическую фигуру модернистской поэзии и пронизывающего [её] чувства конца».

## Экранизация
Больше единодушия критика проявила в оценке экранизации, режиссёром которой выступил сам Вишневецкий. Евгений Майзель говорил об особом положении фильма в контексте новейшего кино: «Будучи произведением умственным (и при этом весьма эмоциональным), интеллектуальным и созданным вне индустрии, „Ленинград“ явился настоящим вызовом современной профессиональной кинопродукции с её писаными и неписаными правилами». Андрей Плахов охарактеризовал фильм как «совершенно удивительный эксперимент, связанный с темой блокады <…>. С одной стороны, фильм классический, с другой, абсолютно нетрадиционный, авангардный. Это очень интересная смесь поэзии, прозы, документального кино, хроники и игрового сюжета. Я не видел ничего подобного» Наконец, Валентина Талызина назвала киноверсию «Ленинграда» «гениальной картиной <…>, которая не оставляет равнодушным, затягивает и отпускает»

## Интервью автора
- Игорь Вишневецкий — лауреат премии НОС // Радио «Свобода», 15 февраля 2012.
- Майя Кучерская. «Ленинград» Игоря Вишневецкого: повесть о блокаде, написанная по законам музыкального жанра // Ведомости, 13 сентября 2012.
- Михаил Шиянов. Интервью с победителем премии «НОС»-2011 писателем Игорем Вишневецким // prokhorovfund.ru, 2 октября 2012.
- Игорь Вишневецкий: «Я скорее синефаг, чем синефил». Разговор с Евгением Майзелем // Блог журнала «Искусство кино», 30 апреля 2013.
- Игорь Вишневецкий: О «Ленинграде», провинциальности и преодолении границ // yuga.ru, 17 июля 2015.
- Igor Vishnevetsky a Incroci di civiltà, 6 Aprile 2019.

## Издания
- Ленинград: Повесть // Новый мир. — 2010. — № 8. — С. 7—54.
- Ленинград: повесть. — М.: Время, 2012. — 160 с — (Серия «Самое время!»). ISBN 978-5-9691-0796-0
- Незабытый поэт: Дополнение к «Ленинграду» // Новый мир. — 2014. — № 1. — С. 125—136. (Версия 2015 года.)
- Ленинград: повесть; Незабытый поэт: дополнение к «Ленинграду» // Неизбирательное сродство [: сборник всей изданной художественной прозы]. — М.: «Э», 2018. — (Проза Игоря Вишневецкого). — С. 263—379. ISBN 978-5-04-093120-0

## Переводы
- Leningrad: A novel / Translated by Andrew Bromfield. — Champaign — London — Dublin: Dalkey Archive Press[англ.], 2013. — 124 с. ISBN 978-1-56478-902-0
- Ленинград / Пер. Мирjана Наумовски. — Скопjе: Бата прес, 2014. — 154 с. ISBN 978-608-4654-68-1
- Leningrad / Traduzione a cura di Daniela Rizzi e Luisa Ruvoletto. — Venezia: Libreria Editrice Cafoscarina, 2019. — 216 c. ISBN 978-88-7543-465-6